# アフリカのサッカーリーグに所属する日本人選手一覧
アフリカのサッカーリーグに所属する日本人選手一覧（アフリカのサッカーリーグにしょぞくするにほんじんせんしゅいちらん、List of Japanese players in African soccer leagues）ではCAF/アフリカ加盟国内のサッカーリーグに所属歴のある日本人サッカー選手について紹介する。

## ウガンダ
現在所属する選手 [2023年5月31日編集]
過去所属した選手
- 相原豊
- 藤本安之
- 櫛田一斗

## ガーナ
現在所属する選手 [2024年6月20日編集]
過去所属した選手
- 森下仁道

## カメルーン
現在所属する選手 [2017年4月7日編集]
過去所属した選手
- 戸塚亮
- 直川公俊

## ギニア
現在所属する選手 [2020年6月13日編集]
過去所属した選手
- 野村和正

## ケニア
現在所属する選手 [2024年6月20日編集]
1部
- 草場勇斗（ナイロビ・シティ・スターズ）

過去所属した選手
- 西崎圭介[1]

## ザンビア
現在所属する選手 [2025年5月9日編集]
過去所属した選手
1部
- 中町公祐
- 森下仁道

不明
- 松尾洋

## ジンバブエ
現在所属する選手 [2019年3月29日編集]
過去所属した選手
- 藤本安之

## マダガスカル
現在所属する選手 [2025年8月6日編集]

1部
- 田島翔（FCルージュ）

過去所属した選手

## マラウイ
現在所属する選手 [2017年4月7日編集]
過去所属した選手
- 中村元樹

## 南アフリカ共和国
現在所属する選手 [2017年4月7日編集]
過去所属した選手
- 村上範和

## モロッコ
現在所属する選手 [2025年2月3日編集]

2部
- 森下仁道（スタッド・マロキャン）

過去所属した選手